# 숙비 최씨 (예종)
숙비 최씨(淑妃 崔氏, ? ~ 1184년)는 고려의 제16대 왕 예종의 제4비이다.

## 생애
대경(大卿)을 지낸 최용(崔湧)과 그 부인 김씨의 8남 5녀 중 셋째 딸 로, 본관은 해주이다. 최용은 고려 전기 《칠대실록》 등을 편찬한 최충(崔冲)의 증손자이다.
1121년(예종 16년) 음력 1월 3일 예종이 왕비로 맞아들이기로 결정하여 음력 1월 28일에 입궁하였다. 처음에는 그 호를 장신궁주(長信宮主)라고 하였으며, 1129년(인종 7년) 음력 2월 20일 예종의 아들인 인종에 의해 숙비(淑妃)에 책봉되었다. 훗날 1144년(인종 22년)에는 그녀의 아버지인 최용에게 수사공 상서우복야 참지정사(守司空 尙書右僕射 叅知政事)가 추증되었다.
1184년(명종 14년)에 사망하였다. 시호는 숙비(淑妃)이며, 능지에 대한 기록은 남아있는 것이 없다. 남편 예종과의 사이에서 승통 각관을 두었다.

## 가족 관계
- 아버지 : 최용 (崔湧, ? ~ 1119년)
- 어머니 : 김씨 (金氏, 1068년 ~ 1148년)
  - 남편 : 예종 (睿宗, 1079년 ~ 1122년, 재위 : 1105년 ~ 1122년) - 고려의 제16대 왕
    - 아들 : 각관 (覺觀, 1121년 ~ 1174년)